# Ediciones Akal
Ediciones Akal es una editorial española fundada en Madrid en 1972 por Ramón Akal González. Consta de un catálogo de más de tres mil títulos en cuarenta colecciones abarcando todos los campos de las humanidades. A ello se suma la edición de textos clásicos y colecciones de literatura contemporánea, además de una colección de diccionarios.

## Historia
La historia de una editorial son sus ediciones. Akal, a lo largo de su dilatada carrera, ha publicado más de 3.000 títulos. Algunos han sido importantes por su repercusión o por sus aportaciones. Como es el caso de la publicación en España del libro Arte desde 1900. Modernidad, Antimodernidad, Posmodernidad (2006), obra colectiva coordinada  por Nikos Stangos, una larga sucesión lineal de eventos a través de 700 páginas de ensayos realizados por cuatro especialistas (Hal Foster, Benjamin Buchloh, Yve-Alain Bois y Rosalind Krauss), que abordan las claves artísticas del pasado siglo.

## Grupo Akal
Al mismo grupo pertenecen los sellos Istmo, Foca, H. Blume y Siglo XXI de España Editores, adquirida en 2010 por una cantidad no declarada.  El grupo editorial cuenta con más de 70 empleados (2015). 

## Premios
- Premio Nacional a la Mejor Labor Editorial Cultural 2010.[7]

## Obras destacadas
- Diccionario Akal del Refranero latino, de Jesús Cantera Ortiz de Urbina, 2005.[8]